# Александрувка (Сілезьке воєводство)
Александрувка (пол. Aleksandrówka) — село в Польщі, у гміні Пширув Ченстоховського повіту Сілезького воєводства.
Населення — 117 осіб (2011).
У 1975-1998 роках село належало до Ченстоховського воєводства.

## Демографія
Демографічна структура станом на 31 березня 2011 року:
|          | Загалом | Допрацездатний вік | Працездатний вік | Постпрацездатний вік |
| -------- | ------- | ------------------ | ---------------- | -------------------- |
| Чоловіки | 38      | 8                  | 25               | 5                    |
| Жінки    | 79      | 9                  | 45               | 25                   |
| Разом    | 117     | 17                 | 70               | 30                   |